# Fabrice Luchini
Fabrice Luchini er en fransk skuespiller og forfatter, der har medvirket i utallige film siden sin debut i 1969.

## Biografi
Fabrice Luchini blev født under navnet Robert Luchini i Paris den 1. november 1951 af forældre med italiensk baggrund.

## Filmografi
| År   | Titel                                                     | Rolle                                 |
| ---- | --------------------------------------------------------- | ------------------------------------- |
| 2014 | Gemma Bovery                                              |                                       |
| 2013 | Cykeltur med Molière                                      | Serge Tanneur                         |
| 2012 | Asterix & Obelix og briterne                              | Jules César                           |
| 2012 | Selv i de bedste hjem                                     | Germain Germain                       |
| 2010 | Kvinderne på sjette sal                                   | Jean-Louis Joubert                    |
| 2010 | Trofæfruen                                                | Robert Pujol                          |
| 2010 | Les invités de mon père                                   | Arnaud Paumelle                       |
| 2008 | Musée haut, musée bas                                     | En vagt                               |
| 2008 | La fille de Monaco                                        | Bertrand Beauvois                     |
| 2008 | Paris                                                     | Roland Verneuil                       |
| 2007 | Molière                                                   | M. Jourdain                           |
| 2006 | Jean-Philippe                                             | Fabrice                               |
| 2005 | La cloche a sonné                                         | Simon Arcos                           |
| 2004 | Intime betroelser                                         | William                               |
| 2003 | Le coût de la vie                                         | Brett                                 |
| 2001 | Barnie et ses petites contrariétés                        | Barnie (Barnard Barnich)              |
| 1999 | Pas de scandale                                           | Grégoire Jeancourt                    |
| 1999 | Rien sur Robert                                           | Didier Temple                         |
| 1997 | Le bossu                                                  | Gonzague                              |
| 1997 | Un air si pur...                                          | Magnus                                |
| 1996 | Hommes, femmes, mode d'emploi                             | Fabio Lini                            |
| 1996 | Beaumarchais l'insolent                                   | Pierre-Augustin Caron de Beaumarchais |
| 1995 | L'année Juliette                                          | Camille Prader                        |
| 1994 | Le colonel Chabert                                        | Derville                              |
| 1993 | Tout ça... pour ça!                                       | Fabrice Lenormand                     |
| 1993 | Toxic Affair                                              | Analytikeren                          |
| 1993 | L'arbre, le maire et la médiathèque                       | Marc Rossignol - the School Teacher   |
| 1992 | Riens du tout                                             | Lepetit                               |
| 1992 | Le retour de Casanova                                     | Camille                               |
| 1990 | Uranus                                                    | Jourdan                               |
| 1990 | Diskretion en æressag                                     | Antoine                               |
| 1988 | La couleur du vent                                        | Serge                                 |
| 1988 | Alouette, je te plumerai                                  | Jacques                               |
| 1987 | Les oreilles entre les dents                              | Luc Fabri                             |
| 1987 | Reinette og Mirabelles 4 eventyr                          | Købmanden ved bordet                  |
| 1986 | Hôtel du Paradis                                          | Arthur                                |
| 1986 | Triple sec (Kortfilm)                                     |                                       |
| 1986 | Max mon amour                                             | Nicolas                               |
| 1986 | Conseil de famille                                        | Den gustne advokat                    |
| 1985 | P.R.O.F.S.                                                | Michel                                |
| 1985 | Rouge-gorge                                               | Frédéric                              |
| 1984 | Fuldmånenætter                                            | Octave                                |
| 1984 | Emmanuelle IV                                             | Oswaldo                               |
| 1983 | Il ne faut jurer de rien (Kortfilm)                       |                                       |
| 1983 | Zig Zag Story                                             | Bob Hemler                            |
| 1982 | Jimmy Jazz (Kortfilm)                                     | Fabrice                               |
| 1982 | T'es folle ou quoi?                                       | Jean-François Sevran                  |
| 1981 | La forêt désenchantée (Kortfilm)                          |                                       |
| 1981 | Pilotens hustru                                           | Mercillat                             |
| 1980 | Même les mômes ont du vague à l'âme                       | Arthur                                |
| 1978 | Perceval le Gallois                                       | Perceval                              |
| 1978 | Violette Nozière                                          | Camus, l'étudiant                     |
| 1976 | Les écrans déchirés (kortfilm)                            | Fabrice                               |
| 1975 | Ne                                                        |                                       |
| 1975 | Vincent mit l'âne dans un pré (et s'en vint dans l'autre) | Vincent Vergne                        |
| 1974 | Contes immoraux                                           | André                                 |
| 1971 | Valparaiso, Valparaiso                                    |                                       |
| 1970 | Claires knæ                                               |                                       |
| 1969 | Tout peut arriver                                         | Fabrice                               |

## Udmærkelser
I 1994 modtog han en César for bedste mandlige birolle for sin rolle som Fabrice Lenormand  i filmen Tout ça... pour ça !